# Georg Misch (Philosoph)
Georg Misch (* 5. April 1878 in Berlin; † 10. Juni 1965 in Göttingen) war ein deutscher Philosoph und Historiker.

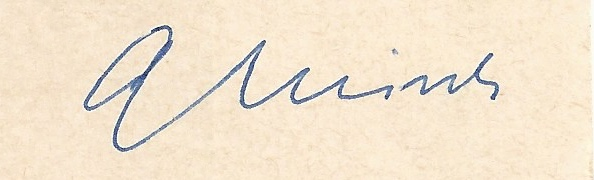
Georg Misch. Signatur 1959

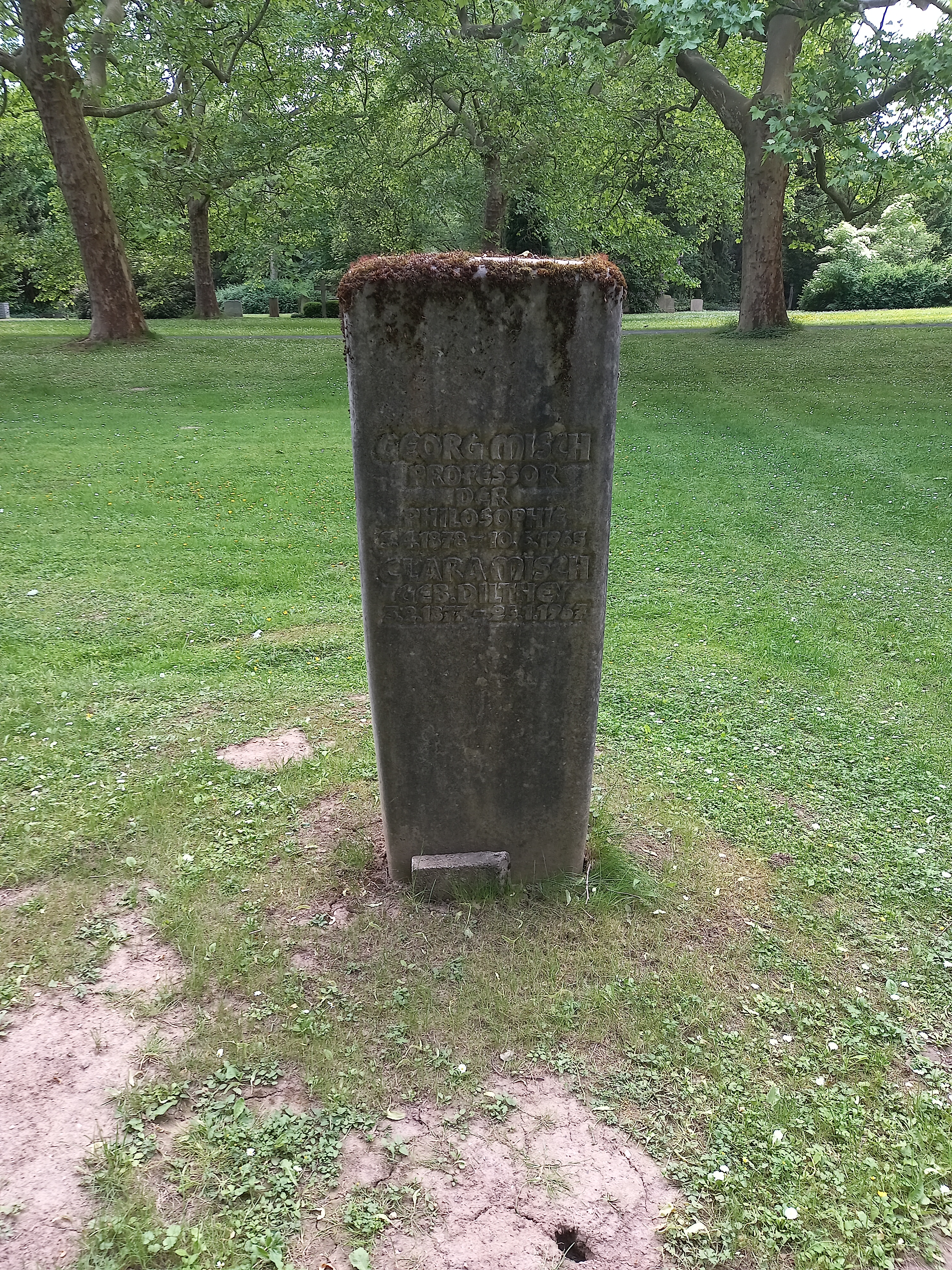
Das Grab von Georg Misch und seiner Ehefrau Clara geborene Dilthey auf dem Stadtfriedhof Göttingen

## Leben und Wirken
Misch beendete 1900 sein Studium in Berlin mit einer Dissertation über Die philosophische Begründung des Positivismus in den Schriften von D’Alembert und Turgot. Aufgrund einer im selben Jahr von der Preußischen Akademie der Wissenschaften gestellten Preisaufgabe reichte er 1904 seine ersten Forschungsergebnisse zu einer Geschichte der Autobiographie ein und erhielt dafür 1905 den Hauptpreis. 1907 erschien als stark erweiterte Fassung des ersten Teils der erste Band seiner noch immer als Standardwerk geltenden fast 4000 Druckseiten umfassenden Geschichte der Autobiographie, an der er bis zu seinem Tod 1965 arbeitete und deren 4. und letzter Band postum 1969 veröffentlicht wurde, ein Werk, das auch in der Literaturwissenschaft eifrig diskutiert wird. Schon Mischs Lehrer und Schwiegervater Wilhelm Dilthey hatte auf die philosophische „Unschätzbarkeit“ von Autobiographien hingewiesen, weil sie geeignet seien, „gerade die allgemeinen Züge der Lebensalter“ der Menschheitsgeschichte herauszuarbeiten. Dem Diltheyschen Begriff der Philosophie als „Selbstbesinnung des Lebens“ entsprechend ist für Misch die Autobiographie eine tiefschürfende Quelle philosophiehistorischer Forschung. Sein opus magnum will die schier unbegrenzbare Mannigfaltigkeit des autobiographischen Schrifttums in dem universalgeschichtlichen Zusammenhang der Entwicklung des menschlichen Geistes und des Persönlichkeitsbewusstseins der Menschheit erfassen.
„Georg Misch war Philosoph und wollte es sein.“ Programmatisch hat dies sein Schüler Josef König in einem Vortrag zum ersten Todestag Mischs vor der Göttinger Akademie der Wissenschaften erklärt, weil er vor allem als Historiker der Autobiographie berühmt war. 1905 hatte sich Misch bei Dilthey in Berlin habilitiert. Ab 1911 war er als außerordentlicher Professor in Marburg tätig. 1916 wechselte er nach Göttingen, wo er zunächst als außerordentlicher und ab 1919 als ordentlicher Professor Philosophie lehrte. 1923 wurde er zum ordentlichen Mitglied der Göttinger Akademie der Wissenschaften gewählt. 1923/24 hielt er mit Hans Lipps „Übungen zur Bedeutungslehre (Hermeneutik)“. Von 1927 bis 1934 hielt er viermal die Vorlesung Logik und Einleitung in die Theorie des Wissens. Misch versuchte damit auf dem Wege einer Genese logischer Phänomene aus dem vorsprachlichen und (alltags)sprachlichen Ausdrucksverhalten sowohl eine lebensphilosophische Grundlegung der Logik als auch eine Gebietserweiterung der Logik zu schaffen. Sein Entwurf einer umfassenden Theorie des Wissens spiegelt das damalige Diskussionsfeld zwischen Diltheyscher Philosophie des Lebens, Martin Heideggers Fundamentalontologie und der Phänomenologie Edmund Husserls wider, das Misch auch in seinem 1930 erschienenen und nach 1933 „auf höhere Anweisung“ eingestampften Buch Lebensphilosophie und Phänomenologie dargestellt und kritisch durchleuchtet hat, zu dem Gadamer 1991 rückblickend bemerkte: „Ich kann heute kaum noch ermessen, was in diesen vorbereitenden Jahren, in denen meine eigene hermeneutische Philosophie, … ihre ersten Keime zeigte, die Aussaat mitbewirkt hat, die Georg Misch in seinem großen kritischen Buch ausgestreut hatte.“ 1935 wurde Misch aus rassischen Gründen von der nationalsozialistischen Regierung aus seinem Lehramt vertrieben. Er emigrierte nach England und kehrte 1946 nach Göttingen zurück, wo er bis zu seinem Tod 1965 seine Arbeit an der Geschichte der Autobiographie als Emeritus fortführte.
Misch war mit Clara (geb. Dilthey) verheiratet, die gemeinsame Tochter Lore heiratete später den Physiker Felix Bloch.

## Werke
Bücher
- Geschichte der Autobiographie: Das Gesamtwerk umfasst 4 Bände in 8 Halbbänden und ist seit 1985 in der 4. Auflage, bei Klostermann, Frankfurt am Main 1976 erschienen, ISBN 3-87730-024-3 (Band 1.1 von insgesamt 8 Teilbänden):
  - Band I: Das Altertum. Teubner, Leipzig / Berlin 1907, 2. Auflage. 1931; 3., stark vermehrte Auflage in 2 Teilbänden:
    - Erste Hälfte. Franke, Bern / München 1949, 4. Auflage. Schulte-Bulmke, Frankfurt am Main 1976
    - Zweite Hälfte. Schulte-Bulmke, Frankfurt am Main 1950, 4. Auflage. 1974

  - Band II: Das Mittelalter: Die Frühzeit
    - Erste Hälfte. Schulte-Bulmke, Frankfurt am Main 1955, 2. Auflage. 1969, 3. Auflage. 1988 bei Klostermann
    - Zweite Hälfte. Schulte-Bulmke, Frankfurt am Main 1955, 2. Auflage. 1970, 3. Auflage. 1992 bei Klostermann

  - Band III: Das Mittelalter: Das Hochmittelalter im Anfang
    - Erste Hälfte. Schulte-Bulmke, Frankfurt am Main 1959, 2. Auflage. 1976, 3. Auflage. 1998 bei Klostermann
    - Zweite Hälfte. Schulte-Bulmke, Frankfurt am Main 1962, 2. Auflage. 1979

  - Band IV:
    - Erste Hälfte: Das Hochmittelalter in der Vollendung. Aus dem Nachlaß herausgegeben von Leo Delfoss. Schulte-Bulmke, Frankfurt am Main 1967
    - Zweite Hälfte: Von der Renaissance zu den Autobiographischen Hauptwerken des 18. und 19. Jahrhunderts. Aus dem Nachlass herausgegeben in der Bearbeitung von Bernd Neumann. Schulte-Bulmke, Frankfurt am Main 1969
- Der Weg in die Philosophie. Teubner Verlag, Berlin 1926, 2., stark erweiterte Auflage Francke, Bern / Lehnen, München 1950
- Lebensphilosophie und Phänomenologie. Eine Auseinandersetzung der Diltheyschen Richtung mit Heidegger und Husserl. F. Cohen Verlag, Bonn 1930, 2. Auflage. Teubner, Leipzig / Berlin 1931, 3. Auflage. Teubner, Stuttgart 1967.
- Vom Lebens- und Gedankenkreis Wilhelm Diltheys. Schulte-Bulmke, Frankfurt am Main 1947
- Der Aufbau der Logik auf dem Boden der Philosophie des Lebens. Göttinger Vorlesungen über Logik und Einleitung in die Theorie des Wissens. Aus dem Nachlass hrsg. von Gudrun Kühne-Bertram und Frithjof Rodi. Alber, Freiburg / München 1994, ISBN 3-495-47777-2.

Editionen
- Hermann Lotze: Logik. Drei Bücher vom Denken, vom Untersuchen und vom Erkennen (= System der Philosophie. I). Leipzig 1912, 2. Auflage. 1928. Erstes und Drittes Buch neu hrsg. von Gottfried Gabriel. 2 Bände, Hamburg 1989.
- Hermann Lotze: Metaphysik. Drei Bücher der Ontologie, Kosmologie und Psychologie (= System der Philosophie. II). Leipzig 1912.
- Wilhelm Dilthey: Das Erlebnis und die Dichtung. Lessing, Goethe, Novalis, Hölderlin. 4. Auflage. Berlin 1913
- Wilhelm Dilthey: Weltanschauung und Analyse des Menschen seit Renaissance und Reformation (= Ges. Schriften. Band 2). Leipzig / Berlin 1914; 11. Auflage. Göttingen 1991.
- Wilhelm Dilthey: Die geistige Welt. Einleitung in die Philosophie des Lebens (= Ges. Schriften. Band 5 und 6) Leipzig / Berlin 1924. 8. Auflage. von Band 5: Göttingen 1990. 7. Auflage. von Band 6: Göttingen 1994
- Wilhelm Dilthey: Von deutscher Dichtung und Musik. Aus den Studien zur Geschichte des deutschen Geistes. Leipzig / Berlin 1933; 2. Auflage. Stuttgart / Göttingen 1957 (zusammen mit Herman Nohl)